# 焦土政策

拿破崙在俄法戰爭期間，因俄国的焦土政策而被迫撤軍

焦土政策（英語：Scorched-earth Policy），又稱焦土作戰，是一種軍事戰略。英语直接表达的意思是毁坏地面上所有的一切，包含农作物、工厂和城市，破壞任何可能對敵人有用的東西。漢字中「焦土」的原意燒壞農作物來摧毀敵人的食物來源，這個戰術辭彙在現代使用上並不限於使敵人食物缺乏，還可以包括破壞遮蔽所、交通運輸、通訊與工業資源。与古稱堅壁清野有所不同，堅壁清野指先将可为己所用的资源收集储存于“坚壁”，而后毁坏难以控制地区的资源“清野”。
這樣的行動有可能會被位於敵軍佔領區的軍隊繼續貫徹執行，甚至是位在自軍佔領區的軍隊。
焦土政策的重点在于毁坏的民间资源是否真的会为敌方利用，多大程度上可以资敌。而实际中常有滥用焦土政策，对敌方民众施以屠戮；尤其是溃败时混乱的过度毁坏，常给本国民众带来巨大损失，如抗战期间的花园口决堤和长沙大火。

## 古代
中國古代戰爭中經常使用的策略，在糧食成熟之前強行收割造成敵方軍糧短缺，迫使敵方屈服的戰略，古稱堅壁清野。例如長平之戰中，在廉頗以焦土政策成功的遏制了秦軍的攻勢。

## 羅馬時代
高盧戰爭中，羅馬曾被高盧軍的焦土戰術，陷入绝境。

## 拿破崙戰爭
1812年，拿破崙入侵俄國，俄軍統帥庫圖佐夫在撤退的時候沿途放火，把法軍途經之處燒得一乾二淨，這一步打亂了拿破崙速戰速決的原計劃，也令拿破崙原本想邊作戰邊搶奪補給的計劃泡湯。法軍進入俄國腹地後，遇到俄國軍民的有效抵抗，到了冬天，寒冷的俄國曠野讓遠道而來的法國士兵水土不服。拿破崙佔領莫斯科後，俄軍反攻打敗法軍。

## 清代教亂
嘉慶元年（1796年）白蓮教徒在四川（川）、湖廣（楚）一帶起事，是為川楚教亂。清廷採堅壁清野戰略，至嘉慶9年（1804年）平定。

## 19世紀

### 美國南北戰爭
聯邦军将领的威廉·特库姆塞·舍曼，曾以焚城，毀田炸礦山，破壞鐵軌等方式，令敵軍不能獲得任何資源。

### 第二次布尔战争
因为英国希望争夺德兰士瓦地区的黄金等原因，英国与德兰士瓦共和国的关系恶化，这从而导致了英国在1899年对德兰士瓦共和国和奥兰治自由邦这两个布尔人共和国开战。英军兵力远胜于布尔人，但是起初接连惨败，后来英军采取焦土政策，以残酷的镇压迫使布尔人在1902年投降，英国惨胜。英国就此确立了在南非的统治。

## 20世紀

### 第二次世界大戰
日军在中国华北地区设置“无人区”應付游击战，源自冈村宁次提出的“烬灭作战”，后日本軍事機關命令其部隊，對日占区内的抗日根據地進行「掃蕩」時，「不問男女老幼，應全部殺死；所有房屋，應一律燒毁；所有糧秣，其不能運輸的，亦一律燒毀」。因烬灭对象不限于粮秣房屋，亦包括平民。中国方面将此舉称为“三光”或“三光政策”。
1936年4月17日李宗仁在广州市东山马棚岗寓所以对记者谈话形式最早提出焦土抗战政策，主张“发动整个民族解放战争，宁愿全国化为焦土，亦不屈服之决心，用大刀阔斧来答复侵略者”“全在我国大多数军民之能否觉悟，与军政当局之能否领导，上下一致，本焦土抗战之精神，毅然决然为民族解放战争而牺牲之一点而已”，并以李宗仁在《我对中日问题的观察和主张》一文刊于1936年4月18日《南宁民国日报》。文章发表后，全国各报竞相转载。对1936年6月1日爆发的“两广事变”形成了舆论准备。此后，李宗仁在很多场合开始谈论“焦土抗战”，比如1937年1月1日，李宗仁在《东方杂志》新年特大号上发表《民族复兴与焦土抗战》一文，论述了他的“焦土抗战”的思想，指出“今日中华民族之唯一的出路，唯有立即对日抗战”。抗战爆发后，白崇禧在电促李宗仁出任第五战区司令长官时也提到:“过去我公首倡焦土抗战主张，国人深表赞同。”李宗仁则表示“纵使全国化焦土，我也要战斗到底；只要有最后一粒子弹，我们也要战斗到底”。蒋介石任命白崇禧为副参谋总长，李宗仁为第五战区司令长官，并强调指出“过去我公首倡焦土抗战主张，国人深表赞同。如能乘此时期，躬行实践，则对中外视听，必有重大影响。”1937年10月1日，李宗仁在《焦土抗战论的主张与实践》的演讲中，首次提出“焦土抗战”有“三要义”，即全面战、持久战、攻击战，主张发动全民打持久战，“易抵抗为战争，以攻击代防御”。变被动应付为主动出击，李宗仁还指出:在阵地战时，应以“游击扰之”、“以运动战消耗敌人之兵力”的战术原则。要在全国广泛开展运动战与游击战，辅以必要的阵地战，以空间换时间，积小胜为大胜，逐渐地消耗敌人的力量，等待有利时机的到来，再做总的战略攻势。此后，白崇禧在《军事抗战与政治抗战》等演讲、报告中，对“焦土抗战三要义”又做了系统的阐述。1937年7月29日汪精卫在南京发表讲话：“我们是弱国，抵抗就要牺牲，牺牲的程度，我们要使每一个人，每一块土地都成为灰烬，不使敌人有一些得到手里。”汪精卫在《论实行焦土战与游击战》一文中明确称：焦土抗战是“人以必死之决心，尽可能的努力，敌人来犯，把人力物力悉数使用，以与之抗，虽至人人皆成粉碎，物物皆化为灰烬，亦所不辞。”在汪眼中，这样的焦土战有如下四点好处：“第一，我们固然焦头烂额，敌人不免有重大损失，会给别人寻着破绽，使出下庄子的手段来，至少使我们逐其及汝谐亡之愿。第二，敌人每到一处，其始是取之不易，其后是得之无益，足以沮丧其侵略之野心。第三，人人有了必死的决心，则军队的纪律，因锻炼而越紧密，这种锻炼有使散沙成为铁石的可能。第四，先之以坚决的抵抗，继之以壮烈的牺牲，这种精神注入于后死者的一般人之心中，自然激发其忠义之气，绝不会于无形之中，播下了傀儡的种子。”但汪精卫并不赞成蒋介石“自我焦土”的烧城做法，反对武汉、广州两市失陷时焚城计划。主政浙江的朱家骅极力反对国军实施“军队撤退时毁坏民间财物”的做法，他在《对于焦土抗战与游击战之感想》一文中：“焦土抗战者，系即使敌人将我州邑摧为焦土，我仍悉力抗战之谓。此乃吾人应其抗战之决心，必如是而后可以获得最后之胜利；但有人颇多误解，军队撤退时，往往将当地所有无关军事之建设，及民间财物，予以毁坏，并不为沦入战区同胞着想……”1937年12月9日朱在调职赴武汉离开杭州前特地交代杭州市长周象贤、浙江省警察局长赵龙文等人说：“外边焦土抗战的风气很盛，一旦杭州撤退时，你们一定要防止。”
抗日战争初期，國民革命軍制造郑州花園口決堤和长沙文夕大火试图阻止日军沿黄河西进和从长沙获得补给。1938年11月14日周恩来评价长沙大火：“应该承认，蒋委员长所提的‘焦土抗战、坚壁清野’乃抗战策略之一，也反映了中国人民破釜沉舟，死里求生的决心……在具体做法上，要认真安置好老弱妇孺，组织青壮年配合军队把当地的物资财产能搬走的搬走，能埋藏的埋藏，只有那些搬不走、埋不了的才忍痛毁掉，以达到困敌、制敌的作用。现在放火烧长沙，事先不动员、不通知、不安民，深更半夜突然全城放火，烧死多少居民、焚毁了多少财产，侥幸逃出火海的，深冬腊月，无所栖居也将冻死、饿死。这种为敌所利用，便宜了敌人，难住了自己的做法，绝不是真正的‘坚壁清野’......”1944年桂林之战，帅学富回忆：“桂林既将放弃，少不得又要坚壁清野，焦土抗战，自己先放起火来，以免留下物资资敌，桂林大火的那一夜，火光烛天，名城桂林烧毁于一夜之间。火烧桂林的那晚，好些大绸缎庄，纷纷把他们的布搬出来，送给军队，因为送掉总比烧了的好。可是军队那里要得了那么多的布？结果多半还是陪同名城桂林，被一把火烧得精光。”1944年11月24日，独山战役前夕，黔桂边区防守司令兼都（匀）独（山）警备司令韩汉英主持召开秘密军事会议，指示各机关撤退后，将城内房屋一把火烧尽，实行“焦土抗战”。11月30日，警备司令部官兵用汽油及棉花分头纵火，救火者反被枪杀；12月2日，日军进城，焚掠两日后离去；经过这次浩劫的独山，民房烧毁几尽，剩余者不到5%。
中國共產黨在日占区内建立的抗日根據地內實施“堅壁清野”，于根據地内抢收与埋藏粮秣，在日军「掃蕩」前疏散平民，以及毁坏可为日方利用的民间资源對抗日军。
澳洲政府在1942年已將焦土政策作為一個最壞的情況。由於來自日本的軍事威脅，澳洲政府考慮什麼地可燒毀，並移交給日本可能的入侵勢力。這是被稱為“布里斯班线” 。
二战中期，在德苏战场，战争双方都曾反复对即将放弃的地区实行焦土战。以此给占领方制造困难。斯大林曾下令烧毁白俄罗斯与乌克兰等地的所有军事和生产设施，让德军陷入缺乏资源的困境。
二战晚期，在战争结局已经注定的情况下，德国的最高领导人希特勒下令对德国本土实行焦土战，破坏一切与民生直接相关的设施，如自来水厂、发电厂、城市交通等，以给苏军带来麻烦。

### 越戰
在整個60年代，美國使用的落葉劑（主要是橙劑），摧毀北越農作物和樹木，為了揭露敵人可能的藏身地，凝固汽油彈也廣泛用於此類目的。

### 波斯灣戰爭
由於發動對科威特侵略作戰的伊拉克總統薩達姆·海珊不敵美軍鋪天蓋地的優勢兵力，在敗走之時將科威特與伊拉克南方的油井和煉油廠焚毀，一方面不讓美軍佔領石油生產設施，另一方面企圖縱火製造濃煙遮蔽美國空軍的視線。

### 中越战争
在中越战争中，中国军队在撤退回中国的过程中施行了焦土政策，奪取了原先在越南戰爭時，中方向越共提供的軍工生產設施，越南一方的論述也確認了中方在撤出越南時對短暫佔領區的基建造成了有系統性的破壞。中国稱此舉「为防止越南人的军事工业生产以及作为报复越南特工及其民兵对中国军民造成伤害」。

## 參照
- 總體戰
- 長平之戰
- 俄法戰爭
- 俄羅斯冬季（英语：Russian Winter）
- 掠奪北方（英语：Harrying of the North）
- 騎行劫掠戰術（英语：Chevauchée）
- 攬炒
- 掃蕩行動（英语：Zachistka）